# جورجیا مافت
جورجیا مافت (به انگلیسی: Georgia Moffett) (زاده ۲۵ دسامبر ۱۹۸۴) بازیگر انگلیسی است.

## بخشی از فیلمشناسی
از فیلم‌ها یا برنامه‌های تلویزیونی که وی در آن نقش داشته‌است می‌توان به آثار زیر اشاره کرد.
- شهر هالبی (۲۰۰۴)
- خانواده من (۲۰۰۸)
- دکتر هو (۲۰۰۸) در نقش جنی
- مارپل آگاتا کریستی (۲۰۰۹)
- مرلین (۲۰۰۹)
- در بی‌خبری (۲۰۱۷)